# The Savages (Doctor Who)
The Savages es el octavo serial de la tercera temporada de la serie británica de ciencia ficción Doctor Who, emitido originalmente en cuatro episodios semanales del 28 de mayo al 18 de junio de 1966. Marca la última aparición de Peter Purves como el acompañante Steven Taylor.

## Argumento
La TARDIS se materializa en un planeta distante de un futuro lejano. El Primer Doctor, Steven y Dodo encuentran el planeta habitado por dos especies, una civilización avanzada e idílica (los Ancianos), y un grupos de salvajes. Los Ancianos dan la bienvenida al Doctor, saludándole como "El viajero de más allá del tiempo" y revelándole que admiran desde hace tiempo sus hazañas, prediciendo que pronto llegaría allí. Su líder Jano llena al Doctor y sus acompañantes con cumplidos y regalos, reforzando la naturaleza idílica de la sociedad de los Ancianos. Aun así, el Doctor tiene sospechas de la excesiva perfección de esa civilización, pero es Dodo, mientras pasea por la ciudad, quien descubre el secreto. Los soldados Exorse y Edal son enviados fuera de la ciudad para usar armas avanzadas para capturar a los salvajes con trampas y llevarlos a la ciudad. Los Ancianos solo pueden mantener la energía necesaria para sostener su civilización absorbiendo la fuerza vital de los indefensos salvajes. El Doctor, horrorizado, intenta detener a los Ancianos y convencerles del mal que están haciendo construyendo una civilización sobre unas raíces tan inmorales.
La respuesta de Jano es colocar al propio Doctor en el proceso de transferencia de energía, que canaliza su fuerza vital a sí mismo, ya que ansía su inteligencia. Sin embargo el plan se vuelve en su contra cuando la personalida del Doctor posee a la de Jano, imbuyéndole con sus manierismos, perspectiva y moralidad. Las dos identidades le provocan una crisis de personalidad. Mientras tanto, Dodo y Steven han salido de la ciudad y han hecho contacto con los líderes de los salvajes, Chal y Tor, quienes respectivamente reciben y rechazan su presencia. Los salvajes son los restos de lo que una vez fue una raza de gran habilidad artística, pero con el paso de los siglos, la transferencia de energía fue anulando su capacidad y creatividad. Chal esconde a los dos fugitivos en un profundo sistema de cavernas, perseguidos por el guardia Exorse, a quien Steven derrota. Regresan a la ciudad y encuentran al Doctor muy débil y sin respuesta, y consiguen escapar gracias a Jano.
Jano, engañando a los Ancianos y soldados con que va a capturar a los viajeros del tiempo se acerca a estos y a los salvajes para explicar lo que le ha pasado y aliarse para finalizar con la explotación a la que los sometían. Jano guía a todos hacia la ciudad como si los hubiera capturado, y una vez en el laboratorio intenta convencer a sus congéneres de que deben tratar a los salvajes como sus iguales. Edal mientras tanto había intentado avisar a sus compañeros y los Ancianos de que Jano les había traicionado, pero no surte efecto. Jano y Exorse comienzan la destrucción de la tecnología que sustenta la sociedad y a ellos se les une el Doctor, Steven y Dodo. El fin de la tecnología significa el fin de la opresión, y Jano y Chal comienzan a hablar de cómo construir juntos una nueva sociedad. El Doctor sorprende a Steven convenciéndole de que se quede allí como mediador. Cuando las dos partes aceptan la decisión de Steven, este decide quedarse. El Doctor y una entristecida Dodo se despiden de su amigo.

## Producción
| Episodio          | Fecha de emisión    | Duración | Espectadores en millones | Estado en el archivo              |
| ----------------- | ------------------- | -------- | ------------------------ | --------------------------------- |
| Primera parte     | 28 de mayo de 1966  | 23:41    | 4,8                      | Solo quedan fotogramas y el audio |
| Segunda parte     | 4 de junio de 1966  | 23:57    | 5,6                      | Solo quedan fotogramas y el audio |
| Tercera parte     | 11 de junio de 1966 | 24:59    | 5,0                      | Solo quedan fotogramas y el audio |
| Cuarta parte      | 18 de junio de 1966 | 24:41    | 4,5                      | Solo quedan fotogramas y el audio |
| [ 1 ] [ 2 ] [ 3 ] |                     |          |                          |                                   |

- Entre los títulos provisionales de la historia se encuentra The White Savages (Los salvajes blancos).[4]
- Este fue el primer serial de la serie que tuvo un solo título global con episodios simplemente numerados. Todas las historias anteriores hasta The Gunfighters inclusive tenían un título individual para cada episodio.